# Yura Movsisyan
Yura Movsisyan - em armênio: Յուրա Մովսիսյան - (Bacu, 2 de agosto de 1987) é um futebolista armênio-americano que atua como atacante.